# World Vision International
World Vision International är en kristen välgörenhetsorganisation, som grundades 1950 i USA och arbetar för att förbättra läget i utsatta regioner i världen. Idag är organisationen en av de största välgörenhetsorganisationerna i världen och finns i nästan 100 olika länder. Av affärstidningen Forbes listas de som den tionde största välgörenhetsorganisationen i USA (2014).

## Historik och överblick
Efter att ha konfronterats med människors hjälpbehov vid en resa i Kina 1947 återvände prästen Robert Pierce till USA och startade 1950 organisationen World Vision med säte i Federal Way i delstaten Washington. Dess första hjälparbete inriktades på Fjärran Östern och de många offren och föräldralösa barnen efter Koreakriget. Efterhand spreds verksamheten till övriga underutvecklade delar av världen och organisationen World Vision International etablerades med huvudkontor i Storbritannien. 2003 skapades också VisionFund International för ekonomiskt utvecklingsstöd och mikrolån i fattiga regioner. Totalt sysselsätter organisationerna drygt 40 000 medarbetare i världen (2014).

## Hur de arbetar
World Vision är en kristen organisation varför den kristna religionen är med som en röd tråd i hela organisationens arbete. 
World Vision är en organisation som inte fokuserar på endast ett område utan arbetar med många olika problem. Dessa områden är rent vatten, skydd åt barn, utbildning, mat och jordbruk, hälsa, ekonomisk utveckling och hjälp vid katastrofer. Word Vision arbetar på ett sätt som innehåller fyra olika grundsteg:
1. Först diskuterar de med olika typer av människor i den regionen som de planerar att hjälpa, så som barn, familjer och ledare. De hör vad de behöver mest hjälp med. Är det rent vatten, utbildning eller kanske mat som behövs mest?
2. De lokaliserar rötterna till problemen och gör upp en femårig plan för hur de ska gå tillväga för att tillgodose problem som invånarna uppfattar som störst.
3. De hjälper invånarna att förverkliga planen genom att jobba med ledare och skapa nya, samt föra regionen tillsammans. Fungerar vid denna tid inte planen, gör man ändringar i den.
4. Sista steget i World Visions arbete är att se till att invånarna själva förstår hur de ska fortsätta utveckla sitt samhälle och bruka resurserna på bästa vis.[1] [5]